# Communauté de communes des Terrasses et Vallées de Maintenon
La Communauté de communes des Terrasses et Vallées de Maintenon est une ancienne communauté de communes française, située dans le département d'Eure-et-Loir et la région Centre-Val de Loire. En 2017, elle a fusionné avec 4 autres communautés de communes pour devenir la communauté de communes des Portes Euréliennes d’Île-de-France, dont le siège est situé à Épernon.

## Historique
La communauté de communes des Terrasses et Vallées de Maintenon a été créée le 13 décembre 2001.
Nouvelles adhésions :
- 13 décembre 2001 : création de la communauté de communes.
- 17 décembre 2004 : adhésion de la commune de Villiers-le-Morhier

## Composition
La structure regroupe 10 communes au 1er janvier 2015.
| Nom                 | Code Insee | Gentilé         | Superficie (km2) | Population (dernière pop. légale) | Densité (hab./km2) |
| ------------------- | ---------- | --------------- | ---------------- | --------------------------------- | ------------------ |
| Maintenon (siège)   | 28227      | Maintenonnais   | 11,44            | 4 296 (2014)                      | 376                |
| Bouglainval         | 28052      | Valbourgeois    | 14,20            | 768 (2014)                        | 54                 |
| Chartainvilliers    | 28084      | Carnutes        | 9,07             | 731 (2014)                        | 81                 |
| Houx                | 28195      | Houssois        | 6,24             | 793 (2014)                        | 127                |
| Mévoisins           | 28249      | Mévoisinois     | 4,28             | 630 (2014)                        | 147                |
| Pierres             | 28298      | Pierrotins      | 10,41            | 2 814 (2014)                      | 270                |
| Saint-Piat          | 28357      | Saint-Piatais   | 11,29            | 1 061 (2014)                      | 94                 |
| Soulaires           | 28379      | Soulairiens     | 5,87             | 438 (2014)                        | 75                 |
| Villiers-le-Morhier | 28417      | Villemoritins   | 10,39            | 1 353 (2014)                      | 130                |
| Yermenonville       | 28423      | Yermenonvillais | 5,04             | 580 (2014)                        | 115                |

## Organisation

### Conseil communautaire
Le conseil communautaire compte 31 sièges répartis en fonction du nombre d'habitants de chaque commune.

### Liste des présidents
Le président de la communauté de communes est élu par le conseil communautaire.
| Période | Période | Identité         | Étiquette | Qualité                      |
| ------- | ------- | ---------------- | --------- | ---------------------------- |
| 2001    | 2008    | Michel Bellanger |           | Maire de Maintenon           |
| ?       | 2017    | Philippe Auffray |           | Maire de Villiers-le-Morhier |

### Siège
55, rue du Maréchal Maunoury, 28130 Maintenon.

## Compétences
Nombre total de compétences exercées : 22.
- Développement économique
  - Création, extension, aménagement, gestion et entretien de zones d'activité. Seront considérées comme zones d'intérêt communautaire les zones d'activité à créer et les extensions de zones d'activité existantes
- Aménagement de l'espace
  - Mise en place d'un Schéma de Cohérence Territoriale et de secteur
  - Constitution de réserves foncières
  - Association aux projets de contournement des agglomérations
  - Mise en place de plans de prévention des risques
  - Création, restauration et aménagement des chemins ruraux
  - Réalisation d'un circuit de randonnées et pistes cyclables cohérent
  - Mise en valeur des sites touristiques
  - Entretien des cours d'eau
- Politique du logement
  - Développement de l'offre de logements locatifs publics ou privés à loyers modérés
  - Revitalisation des centres bourgs
- Déchets - Élimination et valorisation des déchets des ménages et assimilés
- Services à la population
  - Étude, réalisation et animation de points de rencontre adolescents et famille
  - Services aux personnes âgées
- Protection de l'environnement
  - Actions de protection et de mise en valeur de l'environnement
  - Participation au projet "OGARE" de la vallée de l'Eure
- Sports, culture et loisirs - Création, gestion et fonctionnement des équipements sportifs et de plein air, culturels, de loisirs et associatifs. Sont d'intérêt communautaire les équipements uniques existants (actuellement le dojo et la salle de tennis de table) et futurs